# Stenorrhynchos glicensteinii
Stenorrhynchos glicensteinii är en orkidéart som beskrevs av Eric Alston Christenson. Stenorrhynchos glicensteinii ingår i släktet Stenorrhynchos och familjen orkidéer. Inga underarter finns listade i Catalogue of Life.